# Blast! (rivista)
Blast! fu una rivista italiana specializzata in musica e rock alternativo ed edita tra il 1991 ed il 1993.

## Storia

### Contesto
All'inizio degli anni '90, con il passaggio alle major di band importanti della scena underground statunitense come i Sonic Youth, il rock alternativo assunse sempre più consensi, generando una vera e propria corsa delle multinazionali ad accaparrarsi nuove band di potenziale successo. Questa situazione culminò dopo l'uscita di Nevermind (Geffen, 1991) dei Nirvana, con la musica rock che viveva "un processo di contaminazione" dominato "dal grunge di Seattle" e da "band "di frontiera" come Jane's Addiction, Prong, Warrior Soul, gruppi noise come Helmet e Surgery e band hardcore di nuova generazione". Se fino a questo momento la rivista di riferimento dell'underground in Italia fu senza dubbio Rockerilla, con l'ampliamento della domanda, altri attori entrarono in questa fetta di mercato editoriale.

### 1991-1993: la nascita di Blast!
Fu in questo contesto che nacque a Roma la nuova rivista Blast!, fondata e diretta da Paolo Piccini, già attivo come cantante nella band hardcore Growing Concern. Il numero 1 della rivista uscì così nel marzo del 1991 con il sottotitolo Mensile di suoni e tendenze underground, determinando subito l'ambito di interesse con una copertina dedicata ad Henry Rollins ed il retrocopertina ai Mindfunk. Il numero di debutto editoriale era composto da 50 pagine in cui si presentavano interviste ed articoli su Jane's Addiction, ALL, Sylvia Juncosa e Ritmo Tribale. La redazione era composta da collaboratori come Francesco Adinolfi, Emilio Cerola, Luca Collepiccolo, Marco Mathieu (ex membro dei Negazione), Massimo Moscarelli e Paolo Petralia.
La rivista uscì in edicola fino alla fine del 1993 per 24 numeri, entrando in crisi qualche mese prima, con il nascere di nuove riviste di settore e con il crescente dominio di mercato di Rumore di Claudio Sorge, che da qui in poi si attestò come una delle riviste più importanti di rock alternativo degli anni '90.